# Lochyrus balmacedensis
Lochyrus balmacedensis là một loài ruồi trong họ Asilidae. Lochyrus balmacedensis được Artigas miêu tả năm 1970. Loài này phân bố ở vùng Tân nhiệt đới.